# Инскип, Роберт, 2-й виконт Кэлдкот
Роберт Эндрю «Робин» Инскип, 2-й виконт Кэлдкот (англ. Robert Andrew "Robin" Inskip, 2nd Viscount Caldecote; 8 октября 1917 — 20 сентября 1999) — британский пэр и инженер.

## Биография
Родился 8 октября 1917 года. Единственный сын Томаса Инскипа, 1-го виконта Кэлдкота (1876—1947), и леди Огасты Хелен Элизабет Бойл (1876—1967), старшей дочери Дэвида Бойла, 7-го графа Глазго. Он получил образование в Итонском колледже и в Королевском колледже Кембриджского университета , получив в 1944 году степень магистра искусств.
Участник Второй мировой войны, был награжден Крестом за выдающиеся заслуги в 1941 году. Он получил чин лейтенанта-коммандера в Добровольческом резерве Королевского флота.
11 октября 1947 года после смерти своего отца Роберт Инскип унаследовал титулы 2-го виконта Кэлдкота из Бристоля в графстве Глостершир, став членом Палаты лордов Великобритании.
После войны виконт Кэлдкот работал преподавателем инженерного дела в Кембриджском университете (1948—1955). Он был научным сотрудником Королевского колледжа Кембриджского университета (1948—1955).
Директор English Electric (1953—1969), член Института инженеров-электриков, член Института инженеров-механиков, член Королевской инженерной академии, член Института материалов, член Института инженеров-строителей, управляющие директор English Electric Aviation с 1960 по 1963 год, президент школы Dean Close School с 1960 по 1990 год, заместитель управляющего директора British Aerospace Corporation с 1961 по 1967 год, директор Consolidated Gold Fields с 1969 по 1978 год, председатель Delta Group plc с 1972 по 1982 год, директор Lloyds Bank с 1975 по 1988 год.
В 1976 году ему была присуждена почетная степень доктора наук Школой бизнеса Крэнфилда, в том же году он занимал должность проректора Технологического института Крэнфилда. В 1977 году он был председателем Legal and General plc.
В 1979 году ему была присуждена почетная степень доктора наук Университетом Астон. В 1981 году ему была присуждена почетная степень доктора права Лондонским университетом. В 1982 году ему была присуждена почетная степень доктора наук Университетом Сити, Лондон. Он был удостоен почетной степени доктора наук Бристольским университетом в 1982 году. Он был удостоен почетной степени доктора права Кембриджским университетом в 1985 году.
Виконт Кэлдкот был рыцарем-командором Ордена Британской империи в 1987 году, Он занимал должность заместителя лейтенанта Хэмпшира в 1991 году.

## Личная жизнь
22 июля 1942 года Роберт Инскип женился на Джин Хамилле Гамильтон (1917 — 31 декабря 2009), дочери контр-адмирала Хью Дандаса Гамильтона. У супругов было трое детей:
- Достопочтенная Серена Хелен Кристиан Инскип (род. 12 июня 1943)
- Пирс Джеймс Хэмпден Инскип, 3-й виконт Кэлдекот (род. 20 мая 1947), преемник отца.
- Достопочтенная Антония Джейм Хэмилла Инскип (род. 12 августа 1952).

Лорд Кэлдкот скончался 20 сентября 1999 года в возрасте 81 года.